# Battaglia del Podgora
La battaglia del Podgora è un episodio della seconda battaglia dell'Isonzo svoltosi il 19 luglio 1915 alla quota 240 del monte Podgora, e che impegnò in combattimento il Reggimento Carabinieri Reali oltre a diversi reggimenti del Regio Esercito italiano.
La notte del 6 luglio 1915 il 2º e 3º battaglione del Reggimento Carabinieri Reali, (costituito nel maggio precedente contava 65 ufficiali e 2500 tra sottufficiali e truppa), ostacolati dal fuoco nemico, raggiunsero la quota 240 del Podgora provenienti da Cormons. Secondo gli ordini dovevano irrompere da un varco che le truppe della 2ª Armata avrebbero dovuto aprire sul fronte di Gorizia nel quadro della Seconda battaglia dell'Isonzo, penetrandovi per primi e costituendo subito sbarramenti, posti di blocco, controlli e servizi vari. Loro momentaneo compito era dare il cambio al 36º Reggimento fanteria che già teneva la posizione con una forza di uomini quasi doppia rispetto ai 1600 Carabinieri che costituivano i due battaglioni.
Questo tratto di fronte sul Podgora era diviso in due settori di circa di 200 metri:
- a destra vi era una prima trincea coperta a 150 metri da quella nemica. In posizione arretrata di 50 metri ve ne era una seconda
- a sinistra vi era un'unica trincea scoperta.

Chi non era in trincea era sistemato in ricoveri di fortuna in posizioni più arretrate.
Gli austroungarici dominavano nettamente la posizione con le loro artiglierie poste oltre l'Isonzo, sul monte San Gabriele sul monte San Daniele e sul monte Santo, nonché col fuoco coperto di fucileria e mitragliatrici.
I Carabinieri potevano contare su un solo pezzo di artiglieria someggiata, su due batterie da 75 mm ed una sezione di mitragliatrici aggregata dal 36º Reggimento fanteria.

La situazione era molto difficile anche dal punto di vista sanitario, visto che la zona era ricoperta di cadaveri insepolti ed escrementi, e il 10 luglio cominciarono a registrarsi i primi casi di gastroenterite (e in seguito anche di colera).

Ciononostante, in previsione di un attacco alle posizioni nemiche i Carabinieri, insieme a genieri e minatori dell'esercito, cominciarono subito a scavare camminamenti di approccio per avvicinarsi al nemico.
Il 18 luglio giunse l'ordine di attaccare il giorno successivo. Nel frattempo il fuoco nemico, che colpiva senza sosta insieme alle malattie, aveva assottigliato sensibilmente le file dei Carabinieri che a questo punto potevano contare su 1333 uomini. Il piano di attacco prevedeva per il Reggimento Carabinieri Reali prima di appoggiare l'avanzata dell'11º Reggimento fanteria "Casale" quindi, alle ore 11:00, di assaltare la cima dopo breve preparazione di artiglieria.
Durante un assalto a una trincea austriaca perse la vita l'irredentista pisinota Ettore Uicich, poi medaglia d'argento al valor militare.

## La battaglia del 19 luglio
Il 18 luglio, coi primi raggi solari, furono approntate una serie di azioni preparatorie:
- ore 6.30: 10 carabinieri e 10 genieri effettuarono una sortita per distruggere i reticolati nemici con l'impiego tubi di gelatina e aprirono un varco di una decina di metri. Gli austroungarici risposero con un lancio di bombe a mano che uccisero un carabiniere e un geniere e ferirono un altro carabiniere.
- ore 13.00: dopo di loro, una squadra di Carabinieri volontari, al comando di un vice brigadiere, aprì con le pinze un altro varco nei reticolati.

Alle 10:20 del 19.07 iniziò l'attacco vero e proprio con la batteria da 75 mm a colpire le trincee nemiche di sinistra dove erano poste le mitragliatrici.

Nel frattempo il 3º Battaglione dispose le sue tre compagnie su tre linee. Il 2º Battaglione, rinforzato da una compagnia del 36º Reggimento fanteria, in parte appoggiò il 3º, il resto fu posto di riserva con il compito di appoggiare con il proprio fuoco l'attacco dell'adiacente 12º Reggimento fanteria (l'azione di questo però fallì, pur inutilmente reiterata anche due giorni dopo).
Come previsto, alle ore 11:00, l'8ª Compagnia, al comando del capitano Vallaro, balzò dalla trincea, seguita a 30 metri dalla 7ª del tenente Losco e, ad altri 30 metri, dalla 9ª del capitano Lazari.
Contro i Carabinieri si scatenò immediatamente un intenso fuoco nemico che rallentò fino ad arrestare l'avanzata della 7ª Compagnia, rimasta ben presto priva del comandante, ferito a morte (il tenente Losco va ricordato come il primo ufficiale dei Carabinieri morto in battaglia durante la prima guerra mondiale).

Alcuni elementi dell'8ª Compagnia riuscirono a sopravanzare i compagni della 7ª, attestandosi a ridosso dei reticolati nemici. La 9ª Compagnia a sua volta riuscì ad avanzare fino dove già la 7ª e l'8ª erano state fermate pur subendo gravi perdite (fra cui lo stesso capitano Lazari, gravemente ferito).
Riorganizzati i superstiti, venne lanciato un nuovo attacco alla baionetta che portò i Carabinieri a pochi metri dai reticolati nemici, in una piega del terreno. Ma l'azione costò cara e la posizione si rivelò assai precaria tanto che dopo pochi minuti furono feriti, tra gli altri, il tenente colonnello Pranzetti e i tenenti Parziale e Struffi.
Le gravi perdite impedirono al 3º Battaglione di continuare l'azione così alle 13:00 entrarono in azione le compagnie 4ª e 5ª del 2º Battaglione. L'intenso fuoco nemico però consentì solo a pochi elementi di ricongiungersi con i sopravvissuti del 3º Battaglione: fra i primi feriti furono i tenenti De Dominicis e Ciuffoletti. In rincalzo intervenne anche il 2º battaglione del 36º Reggimento fanteria, che non riuscì però ad avanzare.
Nel frattempo sulla sinistra il nemico aveva ricacciato un attacco del 1º Reggimento fanteria, riuscendo anche a conquistare una posizione favorevole per colpire alle spalle i Carabinieri giunti sotto i reticolati.
Vista la situazione, alle 15:00 ai Carabinieri fu ordinato di attestarsi alla meglio sulle posizioni così a caro prezzo conquistate e prepararsi per sostenere un eventuale contrattacco nemico. Si progettò anche di rinnovare l'attacco con l'intervento il 2º battaglione del 36º Reggimento fanteria, ma pochi minuti prima dell'ora stabilita l'ordine venne revocato dal comando del VI Corpo d'armata perché, in considerazione delle perdite già subite, si reputò necessario preparare il nuovo attacco con un più efficace fuoco di artiglieria.
Alla quota 240 alle 18:00 fu compiuto lo sgombero dei feriti. Approfittando dell'oscurità della notte, alcuni Carabinieri volontari si occuparono del recupero e della sepoltura dei caduti.
La giornata si concluse con 53 morti, 143 feriti ed 11 dispersi. Il 36º reggimento fanteria, in linea sul Podgora già dal 3 giugno, ebbe in questi primi giorni di conflitto 58 caduti, 286 feriti e 14 dispersi.

## I giorni successivi
Le perdite fra morti e feriti della battaglia ammontarono a 206 uomini, il 16% degli effettivi, una percentuale scarsa rispetto al resto delle perdite subite negli stessi giorni in altre parti del fronte. Le forze messe in campo sul Podgora da parte austroungarica erano relativamente poche, principalmente riservisti dalmati e triestini.
Nonostante ciò, fu dato molto risalto da parte dei comandi italiani alle azioni intraprese, con distribuzione di numerosi elogi agli ufficiali e medaglie.
Il Podgora fu conquistato dai fanti della brigata Casale (11º e 12º reggimento Fanteria) nel corso della Sesta battaglia dell'Isonzo, che portò alla conquista di Gorizia, il 6 agosto 1916.